# Кластер-Спрингз (Вірджинія)
Кластер-Спрингз (англ. Cluster Springs) — переписна місцевість (CDP) в США, в окрузі Галіфакс штату Вірджинія. Населення — 718 осіб (2020).

## Географія
Кластер-Спрингз розташований за координатами 36°36′17″ пн. ш. 78°55′26″ зх. д. / 36.60472° пн. ш. 78.92389° зх. д. (36.604748, -78.923820).  За даними Бюро перепису населення США в 2010 році переписна місцевість мала площу 22,30 км², з яких 22,22 км² — суходіл та 0,08 км² — водойми.

## Демографія
Згідно з переписом 2010 року, у переписній місцевості мешкало 811 особа в 342 домогосподарствах у складі 238 родин. Густота населення становила 36 осіб/км².  Було 387 помешкань (17/км²).
Расовий склад населення:
| - 78,5 % — білих - 18,7 % — чорних або афроамериканців - 0,9 % — азіатів - 0,4 % — корінних американців |

До двох чи більше рас належало 0,6 %. Частка іспаномовних становила 1,1 % від усіх жителів.
За віковим діапазоном населення розподілялося таким чином: 24,5 % — особи молодші 18 років, 56,0 % — особи у віці 18—64 років, 19,5 % — особи у віці 65 років та старші. Медіана віку мешканця становила 44,1 року. На 100 осіб жіночої статі у переписній місцевості припадало 98,8 чоловіків;  на 100 жінок у віці від 18 років та старших — 92,5 чоловіків також старших 18 років.
Середній дохід на одне домашнє господарство  становив 51 565 доларів США (медіана — 41 570), а середній дохід на одну сім'ю — 65 290 доларів (медіана — 43 661). За межею бідності перебувало 18,2 % осіб, у тому числі 25,1 % дітей у віці до 18 років та 32,7 % осіб у віці 65 років та старших.
Цивільне працевлаштоване населення становило 388 осіб. Основні галузі зайнятості: освіта, охорона здоров'я та соціальна допомога — 26,8 %, транспорт — 19,6 %, роздрібна торгівля — 19,3 %.